# Malé Javorské jezero
Malé Javorské jezero (německy Kleiner Arbersee) je jezero v Bavorsku, jedno z devíti šumavských ledovcových jezer. Leží na německé straně Šumavy na severozápadním svahu Velkého Javoru, v nadmořské výšce 918 m, má plochu 6,36 ha a maximální hloubku 12 m.

## Vodní režim
Z jezera vytéká potok Seebach, který je zdrojnicí řeky Bílá Řezná (Weißen Regen).

## Okolí
Nad západním břehem se zvedá jezerní stěna (Seewände). Na severozápadním břehu jezera stojí restaurace Seehütte.

## Ochrana přírody

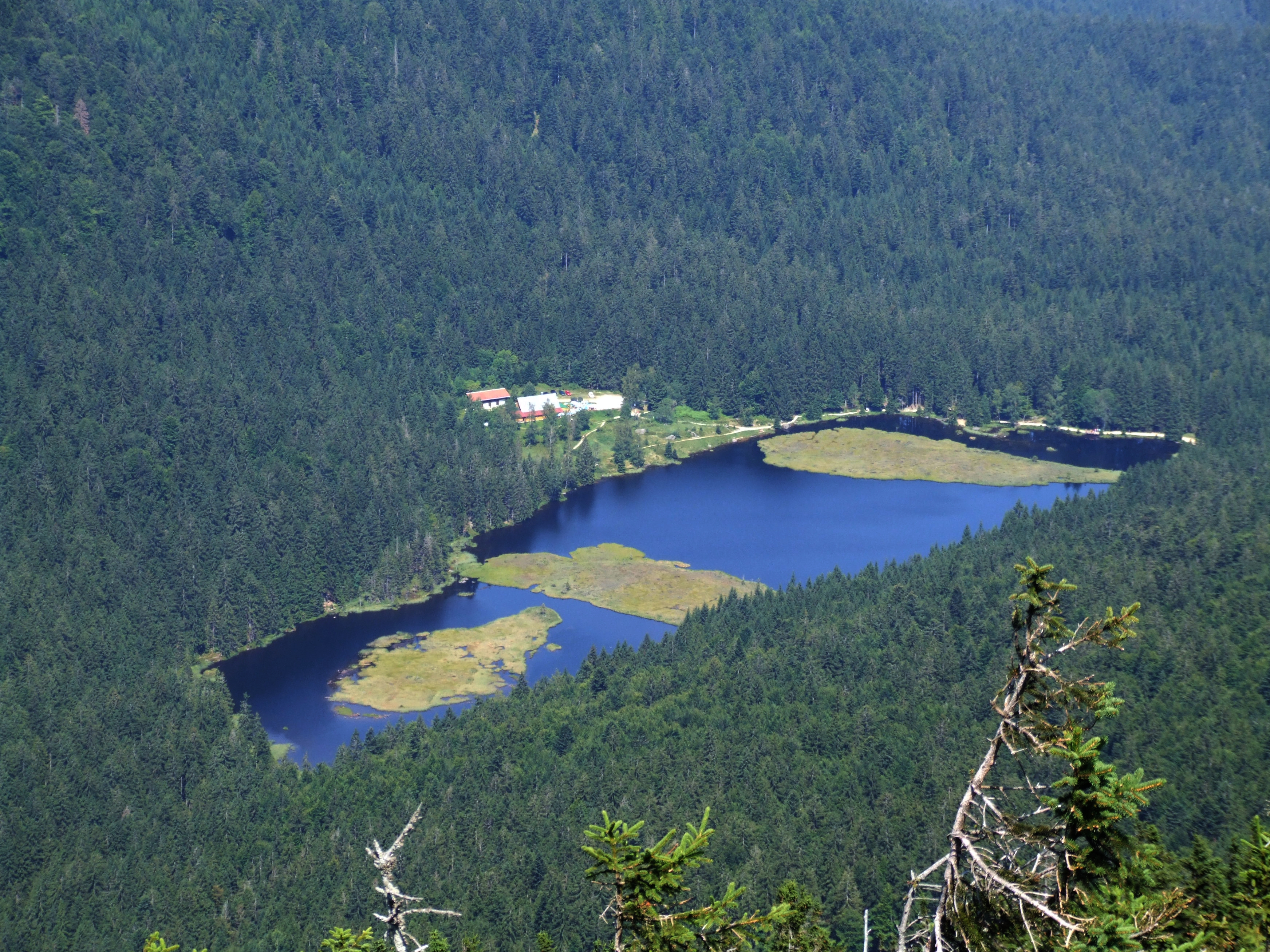
Malé Javorské jezero, se třemi plovoucí ostrůvky

Přírodní rezervace Kleiner Arbersee chrání kromě vlastního jezera v rulovém karu s mohutnou stěnou také okolní letité smrkové, jedlové a bukové lesy s řadou chráněných rostlin, zvláště alpinskou květenou.

## Přístup
Jezero je nejsnáze dostupné z horského sedla Brennes (2,5 km). Kolem jezera vede naučná stezka.